# Rejectaria nigripunctata
Rejectaria nigripunctata är en fjärilsart som beskrevs av William Schaus 1913. Rejectaria nigripunctata ingår i släktet Rejectaria och familjen nattflyn. Inga underarter finns listade.